# Christoph Leitgeb
Christoph Leitgeb (ur. 14 kwietnia 1985 w Grazu) – austriacki piłkarz grający na pozycji ofensywnego pomocnika.

## Kariera klubowa
Leitgeb pochodzi z Grazu. Karierę zawodniczą rozpoczął w tamtejszym Sturmie Graz. Po grze w młodzieżowych drużynach trafił do amatorskich rezerw pierwszego zespołu i przez dwa sezony występował na boiskach Regionalligi Mitte. W 2005 roku został przesunięty przez trenera Michaela Petrovicia do kadry pierwszego zespołu, a 20 września zadebiutował w pierwszej lidze w zremisowanym 2:2 spotkaniu z Rapidem Wiedeń. W lidze zaliczył 20 spotkań i zdobył jednego gola, a w sezonie 2006/07 był już podstawowym zawodnikiem Sturmu, dla którego strzelił 4 bramki.
W lipcu 2007 roku Leitgeb odszedł ze Sturmu i za 1,7 miliona euro przeszedł do najbogatszego klubu w Austrii, Red Bull Salzburg. W nim swój pierwszy mecz ligowy rozegrał 11 lipca przeciwko Rheindorf Altach (4:1), w którym zdobył jedną z bramek. Występował w eliminacjach do Ligi Mistrzów oraz w Pucharze UEFA. Wraz z klubem dziewięciokrotnie zostawał mistrzem kraju (2009–2010, 2012, 2014–2019) i zdobył sześć pucharów kraju (2012, 2014–2017, 2019).
| Sezon   | Klub                | Kraj    | Rozgrywki    | Mecze | Bramki |
| ------- | ------------------- | ------- | ------------ | ----- | ------ |
| 2003/04 | Sturm Graz amatorzy | Austria | Regionalliga | ?     | ?      |
| 2004/05 | Sturm Graz amatorzy | Austria | Regionalliga | ?     | ?      |
| 2005/06 | Sturm Graz          | Austria | Bundesliga   | 20    | 1      |
| 2006/07 | Sturm Graz          | Austria | Bundesliga   | 34    | 4      |
| 2007/08 | Red Bull Salzburg   | Austria | Bundesliga   | 31    | 4      |
| 2008/09 | Red Bull Salzburg   | Austria | Bundesliga   | 16    | 0      |
| 2009/10 | Red Bull Salzburg   | Austria | Bundesliga   | 33    | 5      |
| 2010/11 | Red Bull Salzburg   | Austria | Bundesliga   | 36    | 1      |
| 2011/12 | Red Bull Salzburg   | Austria | Bundesliga   | 23    | 2      |
| 2012/13 | Red Bull Salzburg   | Austria | Bundesliga   | 22    | 4      |
| 2013/14 | Red Bull Salzburg   | Austria | Bundesliga   | 22    | 1      |
| 2014/15 | Red Bull Salzburg   | Austria | Bundesliga   | 18    | 0      |
| 2015/16 | Red Bull Salzburg   | Austria | Bundesliga   | 3     | 0      |
| 2016/17 | Red Bull Salzburg   | Austria | Bundesliga   | 8     | 0      |
| 2017/18 | Red Bull Salzburg   | Austria | Bundesliga   | 12    | 0      |
| 2018/19 | Red Bull Salzburg   | Austria | Bundesliga   | 5     | 0      |
| 2019/20 | Sturm Graz          | Austria | Bundesliga   | 22    | 0      |

## Kariera reprezentacyjna
W reprezentacji Austrii Leitgeb zadebiutował 23 maja 2006 roku w przegranym 1:4 towarzyskim meczu z Chorwacją. Dzień później został powołany przez selekcjonera Josefa Hickersbergera do kadry na Euro 2008.